# Maximilian Schell
Maximilian Schell (Wenen, 8 december 1930 – Innsbruck, 1 februari 2014) was een Oostenrijks-Zwitsers acteur, vooral bekend van zijn vertolkingen in films. Hij was ook verantwoordelijk voor de productie, de regie en de scenario's van enkele films waarin hij meespeelde.
Maximilian Schell werd geboren in Oostenrijk maar groeide op in Zürich. Hij was een zoon van schrijver Ferdinand Hermann Schell en actrice Margarete Schell Noé. Zijn broer Carl en zijn zusters Maria en Immy waren ook acteurs. Sinds 1955 was hij in films te zien. Zijn eerste bekend geworden filmrol was in 1958 in The Young Lions. Voor zijn rol in de film Judgment at Nuremberg (1961) ontving hij een Academy Award voor Beste Acteur.

## Filmografie (selectie)

### Acteur
- 2001: Festival in Cannes (Henry Jaglom)
- 1999: Joan of Arc (televisiefilm) (Christian Duguay)
- 1998: Deep Impact (Mimi Leder)
- 1998: Vampires (John Carpenter)
- 1998: Left Luggage (Jeroen Krabbé)
- 1994: Little Odessa (James Gray)
- 1990: The Freshman (Andrew Bergman)
- 1979: The Black Hole (Gary Nelson)
- 1977: Julia (Fred Zinnemann)
- 1977: A Bridge Too Far (Richard Attenborough)
- 1977: Cross of Iron (Sam Peckinpah)
- 1976: St.Ives (J. Lee Thompson)
- 1975: The Man in the Glass Booth (Arthur Hiller)
- 1974: The Odessa File (Ronald Neame)
- 1973: Der Fußgänger (Maximilian Schell)
- 1972: Paulina 1880 (Jean-Louis Bertuccelli)
- 1970: Erste Liebe (Maximilian Schell)
- 1966: The Deadly Affair (Sidney Lumet)
- 1964: Topkapi (Jules Dassin)
- 1962: I Sequestrati di Altona (Vittorio De Sica)
- 1961: Judgment at Nuremberg (Stanley Kramer)
- 1958: The Young Lions (Edward Dmytryk)

### Regisseur
- 1970: Erste Liebe
- 1973: Der Fußgänger
- 1975: Der Richter und sein Henker
- 1979: Geschichten aus dem Wiener Wald
- 1984: Marlene (documentaire over Marlene Dietrich)
- 1993: Candles in the Dark (Kerstmistelevisiefilm)
- 2002: Meine Schwester Maria (documentaire over zijn zus, actrice Maria Schell)